# Cheumatopsyche uenoi
Cheumatopsyche uenoi är en nattsländeart som först beskrevs av Tsuda 1941.  Cheumatopsyche uenoi ingår i släktet Cheumatopsyche och familjen ryssjenattsländor. Inga underarter finns listade i Catalogue of Life.